# Alkanna chrysanthiana
Alkanna chrysanthiana är en strävbladig växtart som beskrevs av Kit Tan. Alkanna chrysanthiana ingår i släktet Alkanna och familjen strävbladiga växter. Inga underarter finns listade i Catalogue of Life.